# Jean Béranger (ski alpin)
Pour les articles homonymes, voir Jean Béranger et Béranger.
Jean Béranger, né le 20 juin 1937 à Allevard où il est mort le 17 août 2012, est un entraîneur de l'équipe de France féminine de ski.
Il est l'entraineur des sœurs Goitschel, qui réalisent un « double doublé » lors des Jeux olympiques d'hiver de 1964. Il épouse Christine Goitschel en avril 1966. Il reste au même poste lors des Championnats du monde de 1966 et des Jeux olympiques de Grenoble en 1968, qui voient les succès de Marielle Goitschel. Il quitte l'équipe de France après les Jeux olympiques d'hiver de 1972,.
Il crée en 1972 la section de l'École du ski français de Val Thorens, le Club des sports local ainsi que l'Office du tourisme de la station, dont il assure la présidence jusqu'en 2010. Une piste de ski porte son nom. Il est vice-président du Syndicat national des moniteurs du ski français de 1973 à 1989. En juillet 2001, il est élu président de la Fédération française de ski avant d'être désavoué par son assemblée générale l'obligeant démissionner.
Il meurt le 17 août 2012, à l'âge de 75 ans, des suites d'un malaise cardiaque, alors qu'il effectue la montée du Collet d'Allevard à vélo, en compagnie d'un groupe d'amis.